# جوني كي (لاعب كرة قدم)
جوني كي (بالإنجليزية: Johnny Key)‏ هو لاعب كرة قدم بريطاني في مركز الوسط، ولد في 5 نوفمبر 1937 في كنزينغتون في المملكة المتحدة. لعب مع كوفنتري سيتي ونادي فولهام ونادي ليتون أورينت.